# Amsterdams Comité Revolutionair

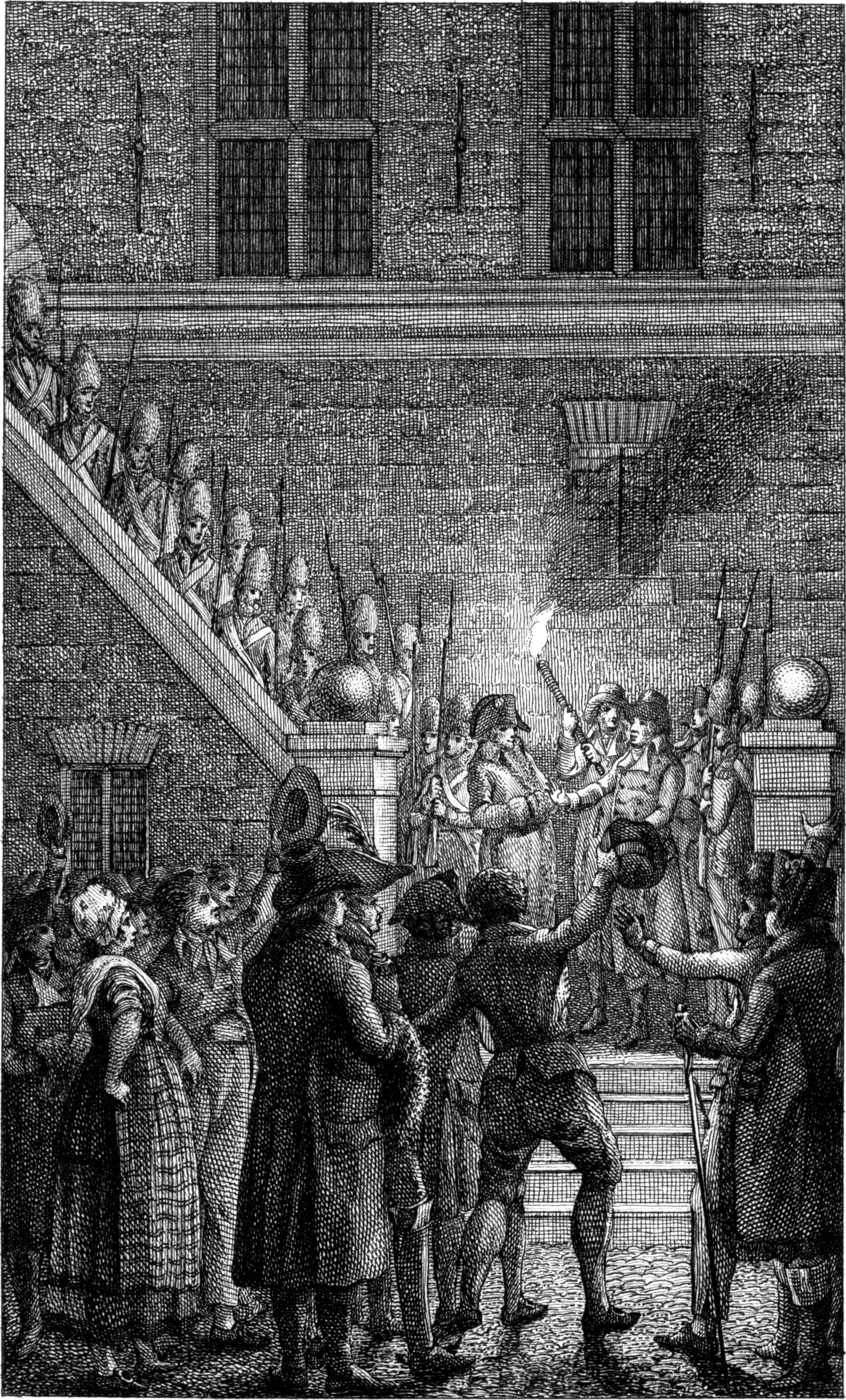
19 januari 1795: Het Amsterdams Comité Revolutionair maakt even voor middernacht bekend dat door hen het bestuur van Amsterdam is overgenomen.

Het Amsterdams Comité Revolutionair was een groep patriotten die in 1795 het bestuur van Amsterdam overnam van leden van de afgezette regentenklasse, tijdens de Bataafse Revolutie. 

## Geschiedenis

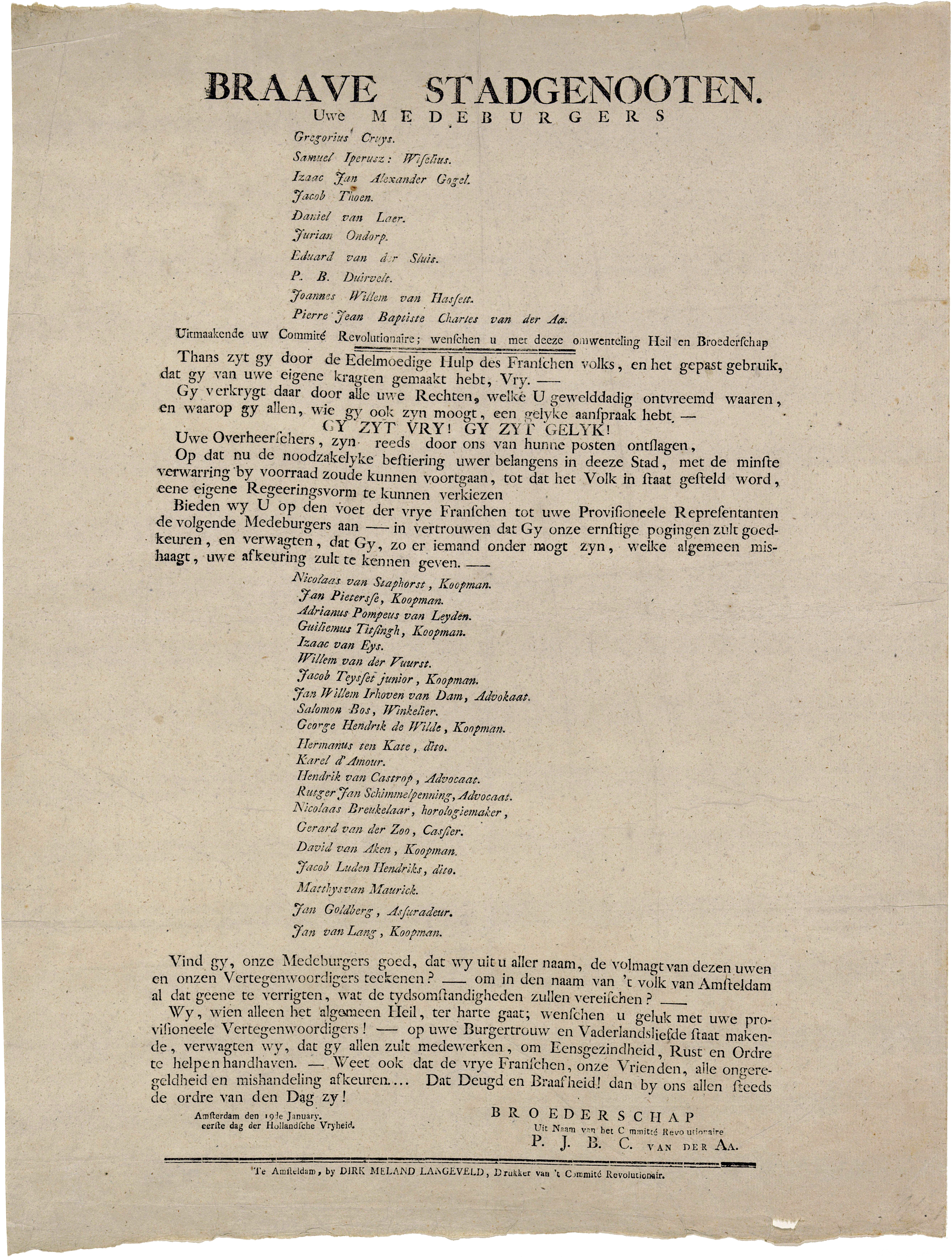
Proclamatie van de vrijheid, door Pierre van der Aa namens het Amsterdams Comité Revolutionair, te Amsterdam op 19 januari 1795. Met een lijst met namen van voorgestelde Representanten.

De oprichting van het Amsterdams Comité Revolutionair vond plaats op 2 januari 1795, in de herberg “Wapen van Embden” op de Nieuwendijk. Eigenlijk zou dit in de Patriottische sociëteit Doctrina et Amicitia moeten hebben plaatsgevonden; ware het niet dat deze was gesloten op bevel van het Amsterdamse stadsbestuur. Het doel van het comité was om tijdens de revolutie te komen tot een vreedzame machtsovername, vóórdat de Franse troepen de stad met geweld zouden innemen. Dit zou hun ook lukken, aangezien ook de regenten zich realiseerden dat hun positie niet langer houdbaar was, waarop zij hun afzetting door het comité aanvaardden. 
Na de machtsovername verklaarde het comité de bevolking van Amsterdam “vrij” te zijn en organiseerde het de eerste vrije verkiezingen in Amsterdam. Ook speelde het comité een belangrijke rol bij de oprichting op 26 januari 1795 van de Provisionele Representanten van het Volk van Holland. Een aantal van de leden van het comité zou vervolgens hoge functies bekleden in de Bataafse Republiek, dan wel lid worden van de volksvertegenwoordiging.

## Samenstelling
Het Amsterdams Comité Revolutionair bestond uit:
- Gregorius Cruijs, assuradeur
- Samuel Wiselius, dichter, publicist, toneelschrijver, geschiedkundige
- Alexander Gogel, koopman
- Jacob Thoen, koopman
- Daniël van Laer, advocaat
- Jurriaan Ondorp, koopman
- Eduard van der Sluis, koopman (wijnhandelaar)
- Petrus Duirvelt, oud-klerk te Batavia
- Johannes van Hasselt, koopman (tabakshandelaar)
- Pierre van der Aa, advocaat, schrijver

## Verslag
Over het handelen van het comité rondom de machtsovername in Amsterdam, publiceerde Pierre van der Aa in 1795 een verantwoording, getiteld: “Verslag van het Comité Revolutionair van Amsterdam over zyn werkzaamheden bij de komst van de Franse legers”.